# Каза ди Лорето II (Рим)
Каза ди Лорето II је насеље у Италији у округу Рим, региону Лацио.
Према процени из 2011. у насељу је живело 18 становника. Насеље се налази на надморској висини од 130 м.